# 2011–2012-es UEFA-bajnokok ligája
A 2011–2012-es UEFA-bajnokok ligája a legrangosabb európai kupa, mely ezen a nevén 20., jogelődjeivel együttvéve 57. alkalommal került kiírásra. A döntőt a müncheni Allianz Arénában rendezték. A sorozatot az angol Chelsea nyerte meg, története során először. A döntőben a saját stadionjában játszó Bayern Münchent győzték le büntetőpárbajban.

## A besorolás rendszere
A 2011–2012-es UEFA-bajnokok ligájában az Európai Labdarúgó-szövetség (UEFA) 52 tagországának 76 csapata vett részt (Liechtenstein nem rendezett bajnokságot). Az országonként indítható csapatok számát, illetve a csapatok selejtezőköri besorolását az UEFA ország-együtthatója alapján végezték.
A 2011–2012-es UEFA-bajnokok ligájában országonként indítható csapatok száma
- az 1–3. helyen rangsorolt országok négy csapatot,
- a 4–6. helyen rangsorolt országok három csapatot,
- a 7–15. helyen rangsorolt országok két csapatot,
- a 16–53. helyen rangsorolt országok (kivéve Liechtenstein) egy csapatot indíthattak.
- A 2010–2011-es BL győztesének (Barcelona) a csoportkörben biztosítottak helyet, amely a bajnoki helyezése alapján is indulási jogot szerzett, ezért a BL címvédőjének helyét nem használták fel.

### Rangsor
A 2011–2012-es UEFA-bajnokok ligája kiosztott helyeihez a 2010-es ország-együtthatót vették alapul, amely az országok csapatainak teljesítményét vette figyelembe a 2005–06-os szezontól a 2009–10-esig.
| Hely. | Szövetség     | Koeff. | Cs |
| ----- | ------------- | ------ | -- |
| 1.    | Anglia        | 81,856 | 4  |
| 2.    | Spanyolország | 79,757 | 4  |
| 3.    | Olaszország   | 64,338 | 4  |
| 4.    | Németország   | 64,207 | 3  |
| 5.    | Franciaország | 53,740 | 3  |
| 6.    | Oroszország   | 43,791 | 3  |
| 7.    | Ukrajna       | 39,550 | 2  |
| 8.    | Románia       | 39,491 | 2  |
| 9.    | Portugália    | 38,296 | 2  |
| 10.   | Hollandia     | 36,546 | 2  |
| 11.   | Törökország   | 34,450 | 2  |
| 12.   | Görögország   | 29,899 | 2  |
| 13.   | Svájc         | 28,375 | 2  |
| 14.   | Belgium       | 27,900 | 2  |
| 15.   | Dánia         | 27,350 | 2  |
| 16.   | Skócia        | 25,791 | 1  |
| 17.   | Bulgária      | 22,000 | 1  |
| 18.   | Csehország    | 21,975 | 1  |

| Hely. | Szövetség           | Koeff. | Cs |
| ----- | ------------------- | ------ | -- |
| 19.   | Ausztria            | 19,575 | 1  |
| 20.   | Izrael              | 18,875 | 1  |
| 21.   | Ciprus              | 17,999 | 1  |
| 22.   | Norvégia            | 17,400 | 1  |
| 23.   | Szlovákia           | 15,832 | 1  |
| 24.   | Svédország          | 14,191 | 1  |
| 25.   | Szerbia             | 14,000 | 1  |
| 26.   | Lengyelország       | 12,541 | 1  |
| 27.   | Horvátország        | 12,332 | 1  |
| 28.   | Fehéroroszország    | 11,541 | 1  |
| 29.   | Írország            | 9,541  | 1  |
| 30.   | Finnország          | 9,499  | 1  |
| 31.   | Bosznia-Hercegovina | 8,749  | 1  |
| 32.   | Litvánia            | 8,416  | 1  |
| 33.   | Lettország          | 8,248  | 1  |
| 34.   | Moldova             | 7,290  | 1  |
| 35.   | Szlovénia           | 6,957  | 1  |
| 36.   | Magyarország        | 6,750  | 1  |

| Hely. | Szövetség      | Koeff. | Cs |
| ----- | -------------- | ------ | -- |
| 37.   | Grúzia         | 5,748  | 1  |
| 38.   | Azerbajdzsán   | 5,498  | 1  |
| 39.   | Izland         | 5,415  | 1  |
| 40.   | Macedónia      | 5,332  | 1  |
| 41.   | Liechtenstein  | 4,500  | 0  |
| 42.   | Kazahsztán     | 4,499  | 1  |
| 43.   | Észtország     | 4,374  | 1  |
| 44.   | Albánia        | 3,999  | 1  |
| 45.   | Örményország   | 2,999  | 1  |
| 46.   | Wales          | 2,581  | 1  |
| 47.   | Montenegró     | 2,125  | 1  |
| 48.   | Feröer         | 1,832  | 1  |
| 49.   | Észak-Írország | 1,624  | 1  |
| 50.   | Luxemburg      | 1,249  | 1  |
| 51.   | Andorra        | 1,000  | 1  |
| 52.   | Málta          | 0,916  | 1  |
| 53.   | San Marino     | 0,750  | 1  |

### Lebonyolítás
A BL címvédője (Barcelona) a bajnokságban elért helyezése alapján is részvételi jogot szerzett. Emiatt a következő változások voltak a lebonyolításban:
- A 13. helyen rangsorolt bajnokság győztese (Svájc) a 3. selejtezőkörből a csoportkörbe került.
- A 16. helyen rangsorolt bajnokság győztese (Skócia) a 2. selejtezőkörből a 3. selejtezőkörbe került.
- A 48. és 49. helyen rangsorolt bajnokságok győztesei (Feröer, Észak-Írország) az 1. selejtezőkörből a 2. selejtezőkörbe került.

|                                      |                                      | A szakaszban bekapcsolódó csapatok | Az előző szakasz továbbjutói                                                      |
| ------------------------------------ | ------------------------------------ | --- | --------------------------------------------------------------------------------- |
| 1. selejtezőkör (4 csapat)           | 1. selejtezőkör (4 csapat)           | - 4 bajnok az 50–53. helyen rangsorolt bajnokságokból |                                                                                   |
| 2. selejtezőkör (34 csapat)          | 2. selejtezőkör (34 csapat)          | - 32 bajnok a 17–49. helyen rangsorolt bajnokságokból (kivéve Liechtenstein) | - 2 győztes az 1. selejtezőkörből                                                 |
| 3. selejtezőkör                      | Bajnoki ág (20 csapat)               | - 3 bajnok a 14–16. helyen rangsorolt bajnokságokból | - 17 győztes az 1. selejtezőkörből                                                |
| 3. selejtezőkör                      | Nem bajnoki ág (10 csapat)           | - 9 második helyezett a 7–15. helyen rangsorolt bajnokságokból - 1 harmadik helyezett a 6. helyen rangsorolt bajnokságból                                                            |                                                                                   |
| Rájátszás                            | Bajnoki ág (10 csapat)               | | - 10 győztes a 3. selejtezőkör bajnoki ágáról                                     |
| Rájátszás                            | Nem bajnoki ág (10 csapat)           | - 2 harmadik helyezett a 4–5. helyen rangsorolt bajnokságokból - 3 negyedik helyezett az 1–3. helyen rangsorolt bajnokságokból                                                       | - 5 győztes a 3. selejtezőkör nem bajnoki ágáról                                  |
| Csoportkör (32 csapat)               | Csoportkör (32 csapat)               | - 13 bajnok az 1–13. helyen rangsorolt bajnokságokból - 6 második helyezett az 1–6. helyen rangsorolt bajnokságokból - 3 harmadik helyezett az 1–3. helyen rangsorolt bajnokságokból | - 5 győztes a rájátszás bajnoki ágáról - 5 győztes a rájátszás nem bajnoki ágáról |
| Egyenes kieséses szakasz (16 csapat) | Egyenes kieséses szakasz (16 csapat) | | - 8 csoportgyőztes - 8 csoportmásodik                                             |

### Csapatok
A 2011–2012-es UEFA-bajnokok ligájában az alábbi 76 csapat vett részt. Zárójelben a csapat bajnokságban elért helyezése olvasható.
| Csoportkör             | Csoportkör             | Csoportkör                  | Csoportkör              |
| ---------------------- | ---------------------- | --------------------------- | ----------------------- |
| FC BarcelonaCV (1.)    | AC Milan (1.)          | Olympique de Marseille (2.) | FC Porto (1.)           |
| Manchester United (1.) | Internazionale (2.)    | Zenyit (1.)                 | Ajax (1.)               |
| Chelsea (2.)           | SSC Napoli (3.)        | CSZKA Moszkva (2.)          | Trabzonspor (2.)TUR     |
| Manchester City (3.)   | Borussia Dortmund (1.) | Sahtar Doneck (1.)          | Olimbiakósz (1.)        |
| Real Madrid (2.)       | Bayer Leverkusen (2.)  | Oțelul Galați (1.)          | FC Basel (1.)           |
| Valencia CF (3.)       | Lille OSC (1.)         |                             |                         |
| Rájátszás              |                        |                             |                         |
| Bajnoki ág             | Nem bajnoki ág         | Nem bajnoki ág              | Nem bajnoki ág          |
|                        | Arsenal (4.)           | Udinese Calcio (4.)         | Olympique Lyonnais (2.) |
| Villarreal CF (4.)     | Bayern München (3.)    |                             |                         |
| 3. selejtezőkör        |                        |                             |                         |
| Bajnoki ág             | Nem bajnoki ág         | Nem bajnoki ág              | Nem bajnoki ág          |
| KRC Genk (1.)          | Rubin Kazany (3.)      | Twente (2.)                 | FC Zürich (2.)          |
| FC København (1.)      | Dinamo Kijiv (2.)      | Trabzonspor (2.)TUR         | Standard de Liège (2.)  |
| Rangers (1.)           | FC Vaslui (3.)ROU      | Panathinaikósz (rájátszás)  | Odense BK (2.)          |
|                        | Benfica (2.)           |                             |                         |
| 2. selejtezőkör        |                        |                             |                         |
| Liteksz Lovecs (1.)    | Partizan (1.)          | Skonto (1.)                 | Tobil Kosztanaj (1.)    |
| Viktoria Plzeň (1.)    | Wisła Kraków (1.)      | Dacia Chișinău (1.)         | Flora (1.)              |
| Sturm Graz (1.)        | Dinamo Zagreb (1.)     | NK Maribor (1.)             | Skënderbeu Korçë (1.)   |
| Makkabi Haifa (1.)     | BATE Bariszav (1.)     | Videoton (1.)               | Pjunik (1.)             |
| APÓEL (1.)             | Shamrock Rovers (1.)   | SZK Zesztaponi (1.)         | Bangor City (1.)        |
| Rosenborg (1.)         | HJK (1.)               | Neftçi (1.)                 | Mogren (1.)             |
| Slovan Bratislava (1.) | Borac Banja Luka (1.)  | Breiðablik (1.)             | HB Tórshavn (1.)        |
| Malmö FF (1.)          | Ekranas (1.)           | Skendija 79 (1.)            | Linfield (1.)           |
| 1. selejtezőkör        |                        |                             |                         |
| F91 Dudelange (1.)     | FC Santa Coloma (1.)   | Valletta FC (1.)            | Tre Fiori (1.)          |

Jegyzetek
- Románia (ROU): A román bajnokság ezüstérmese, az FC Timișoara nem kapott licencet. Ezért a bajnoki bronzérmes FC Vaslui a 3. selejtezőkörben, a bajnoki helyezés alapján részt vevő csapatok selejtezőjében indult.[5]
- Törökország (TUR): A Török Labdarúgó-szövetség 2011. augusztus 24-én hozott döntése szerint nem indítja a Fenerbahçe csapatát a bajnokok ligájában, mert a klub érintett egy bundabotrányban. Helyette a Trabzonspor indul a csoportkörben.[6]

## Fordulók és időpontok
| Szakasz        | Forduló        | Sorsolás dátuma              | 1. mérkőzés                             | 2. mérkőzés                             |
| -------------- | -------------- | ---------------------------- | --------------------------------------- | --------------------------------------- |
| Selejtezők     | 1. forduló     | 2011. június 20.             | 2011. június 28–29.                     | 2011. július 5–6.                       |
| Selejtezők     | 2. forduló     | 2011. június 20.             | 2011. július 12–13.                     | 2011. július 19–20.                     |
| Selejtezők     | 3. forduló     | 2011. július 15.             | 2011. július 26–27.                     | 2011. augusztus 2–3.                    |
| Selejtezők     | Rájátszás      | 2011. augusztus 5.           | 2011. augusztus 16–17.                  | 2011. augusztus 23–24.                  |
| Csoportkör     | 1. mérkőzésnap | 2011. augusztus 25. (Monaco) | 2011. szeptember 13–14.                 | 2011. szeptember 13–14.                 |
| Csoportkör     | 2. mérkőzésnap | 2011. augusztus 25. (Monaco) | 2011. szeptember 27–28.                 | 2011. szeptember 27–28.                 |
| Csoportkör     | 3. mérkőzésnap | 2011. augusztus 25. (Monaco) | 2011. október 18–19.                    | 2011. október 18–19.                    |
| Csoportkör     | 4. mérkőzésnap | 2011. augusztus 25. (Monaco) | 2011. november 1–2.                     | 2011. november 1–2.                     |
| Csoportkör     | 5. mérkőzésnap | 2011. augusztus 25. (Monaco) | 2011. november 22–23.                   | 2011. november 22–23.                   |
| Csoportkör     | 6. mérkőzésnap | 2011. augusztus 25. (Monaco) | 2011. december 6–7.                     | 2011. december 6–7.                     |
| Egyenes kiesés | Nyolcaddöntők  | 2011. december 16.           | 2012. február 14–15., 21–22.            | 2012. március 6–7., 13–14.              |
| Egyenes kiesés | Negyeddöntők   | 2012. március 16.            | 2012. március 27–28.                    | 2012. április 3–4.                      |
| Egyenes kiesés | Elődöntők      | 2012. március 16.            | 2012. április 17–18.                    | 2012. április 24–25.                    |
| Egyenes kiesés | Döntő          | 2012. március 16.            | 2012. május 19., Allianz Arena, München | 2012. május 19., Allianz Arena, München |

## Selejtezők
A selejtezőben a csapatokat kiemeltekre és nem kiemeltekre osztották a 2011-es UEFA klub-együtthatója alapján. Azonos országból érkező csapatok nem játszhattak egymással. A kialakult párosításokban a csapatok oda-visszavágós mérkőzést játszottak egymással.

### 1. selejtezőkör
Az 1. selejtezőkörben 4 csapat vett részt. A párosítások győztesei a 2. selejtezőkörbe jutottak.
| Kiemelt csapatok: - F91 Dudelange (1,524) - Valletta FC (1,483) | Nem kiemelt csapatok: - FC Santa Coloma (1,200) - Tre Fiori (1,183) |

Párosítások
Az 1. selejtezőkör sorsolását 2011. június 20-án tartották. Az első mérkőzéseket június 28-án a második mérkőzéseket július 5-én és 6-án játszották.
| 1. csapat       | Össz.Tooltip Aggregate score | 2. csapat     | 1. mérk. | 2. mérk. |
| --------------- | ---------------------------- | ------------- | -------- | -------- |
| Tre Fiori       | 1–5                          | Valletta FC   | 0–3      | 1–2      |
| FC Santa Coloma | 0–4                          | F91 Dudelange | 0–2      | 0–2      |

### 2. selejtezőkör
A 2. selejtezőkörben 34 csapat vett részt. A párosítások győztesei a 3. selejtezőkörbe jutottak.
- T: Az 1. selejtezőkörből továbbjutott csapat, a sorsoláskor nem volt ismert.
- A dőlt betűvel írt csapatok az 1. selejtezőkörben egy magasabb együtthatóval rendelkező csapat ellen győztek, és az ellenfél együtthatóját vették figyelembe.

| Kiemelt csapatok: - BATE Bariszav (23,216) - Makkabi Haifa (21,400) - Dinamo Zagreb (20,224) - Rosenborg (19,375) - Partizan (15,850) - APÓEL (13,124) - Wisła Kraków (10,183) - Sturm Graz (8,640) - Liteksz Lovecs (8,575) - Slovan Bratislava (5,899) - Viktoria Plzeň (5,170) - NK Maribor (4,224) - HJK (3,793) - Ekranas (3,541) - SZK Zesztaponi (2,891) - Malmö FF (2,825) - Shamrock Rovers (2,741) | Nem kiemelt csapatok: - Dacia Chișinău (2,549) - Pjunik (2,516) - Borac Banja Luka (2,324) - Mogren (2,275) - Skonto (2,233) - Videoton (2,200) - Bangor City (2,058) - HB Tórshavn (1,783) - Linfield (1,699) - Tobil Kosztanaj (1,624) - F91 Dudelange (1,524) (T) - Flora (1,508) - Breiðablik (1,491) - Valletta FC (1,483) (T) - Neftçi (1,233) - Skendija 79 (1,041) - Skënderbeu Korçë (0,774) |

Párosítások
A 2. selejtezőkör sorsolását 2011. június 20-án tartották, az 1. selejtezőkör sorsolása után. Az első mérkőzéseket július 12-én és 13-án, a második mérkőzéseket július 19-én és 20-án játszották.
| 1. csapat         | Össz.Tooltip Aggregate score | 2. csapat        | 1. mérk. | 2. mérk. |
| ----------------- | ---------------------------- | ---------------- | -------- | -------- |
| Makkabi Haifa     | 7–4                          | Borac Banja Luka | 5–1      | 2–3      |
| Mogren            | 1–5                          | Liteksz Lovecs   | 1–2      | 0–3      |
| NK Maribor        | 5–1                          | F91 Dudelange    | 2–0      | 3–1      |
| Skënderbeu Korçë  | 0–6                          | APÓEL            | 0–2      | 0–4      |
| Slovan Bratislava | 3–1                          | Tobil Kosztanaj  | 2–0      | 1–1      |
| Sturm Graz        | 4–3                          | Videoton         | 2–0      | 2–3      |
| SZK Zesztaponi    | 3–2                          | Dacia Chișinău   | 3–0      | 0–2      |
| Dinamo Zagreb     | 3–0                          | Neftçi           | 3–0      | 0–0      |
| Pjunik            | 1–9                          | Viktoria Plzeň   | 0–4      | 1–5      |
| Partizan          | 5–0                          | Skendija 79      | 4–0      | 1–0      |
| Valletta FC       | 2–4                          | Ekranas          | 2–3      | 0–1      |
| Malmö FF          | 3–1                          | HB Tórshavn      | 2–0      | 1–1      |
| Shamrock Rovers   | 1–0                          | Flora            | 1–0      | 0–0      |
| Rosenborg         | 5–2                          | Breiðablik       | 5–0      | 0–2      |
| Bangor City       | 0–131                        | HJK              | 0–3      | 0–10     |
| Skonto            | 0–3                          | Wisła Kraków     | 0–1      | 0–2      |
| Linfield          | 1–3                          | BATE Bariszav    | 1–1      | 0–2      |

- 1. A pályaválasztói jogot az eredeti soroláshoz képest felcserélték.

### 3. selejtezőkör
A 3. selejtezőkör két ágból állt. A bajnoki ágon 20 csapat, a nem bajnoki ágon 10 csapat vett részt. A párosítások győztesei a rájátszásba jutottak. A bajnoki ág vesztes csapatai az Európa-liga rájátszásába, a nem bajnoki ág vesztes csapatai az Európa-liga rájátszásába kerültek.
- T: A 2. selejtezőkörből továbbjutott csapat, a sorsoláskor nem volt ismert.
- A dőlt betűvel írt csapatok a 2. selejtezőkörben egy magasabb együtthatóval rendelkező csapat ellen győztek, és az ellenfél együtthatóját vették figyelembe.

Bajnoki ág
| Kiemelt csapatok: - Rangers (56,028) - FC København (51,110) - BATE Bariszav (23,216) (T) - Makkabi Haifa (21,400) (T) - Dinamo Zagreb (20,224) (T) - Rosenborg (19,375) (T) - Partizan (15,850) (T) - APÓEL (13,124) (T) - Wisła Kraków (10,183) (T) - Sturm Graz (8,640) (T) | Nem kiemelt csapatok: - Liteksz Lovecs (8,575) (T) - KRC Genk (8,400) - Slovan Bratislava (5,899) (T) - Viktoria Plzeň (5,170) (T) - NK Maribor (4,224) (T) - HJK (3,793) (T) - Ekranas (3,541) (T) - SZK Zesztaponi (2,891) (T) - Malmö FF (2,825) (T) - Shamrock Rovers (2,741) (T) |

Nem bajnoki ág
| Kiemelt csapatok: - Benfica (81,319) - Dinamo Kijiv (60,776) - Panathinaikósz (57,833) - Twente (41,025) - Standard de Liège (32,400) | Nem kiemelt csapatok: - Rubin Kazany (31,941) - FC Zürich (18,980) - Odense BK (18,610) - Trabzonspor (12,010) - FC Vaslui (10,164) |

Párosítások
A 3. selejtezőkör sorsolását 2011. július 15-én tartották. Az első mérkőzéseket július 26-án és 27-én, a második mérkőzéseket augusztus 2-án és 3-án játszották.
| 1. csapat         | Össz.Tooltip Aggregate score | 2. csapat         | 1. mérk. | 2. mérk. |
| ----------------- | ---------------------------- | ----------------- | -------- | -------- |
| Bajnoki ág        |                              |                   |          |          |
| Liteksz Lovecs    | 2–5                          | Wisła Kraków      | 1–2      | 1–3      |
| Makkabi Haifa     | 3–2                          | NK Maribor        | 2–1      | 1–1      |
| HJK               | 2–2 (i.g.)                   | Dinamo Zagreb     | 1–2      | 1–0      |
| APÓEL             | 2–0                          | Slovan Bratislava | 0–0      | 2–0      |
| FC København      | 3–0                          | Shamrock Rovers   | 1–0      | 2–0      |
| KRC Genk          | 3–2                          | Partizan          | 2–1      | 1–1      |
| Rosenborg         | 2–4                          | Viktoria Plzeň    | 0–1      | 2–3      |
| SZK Zesztaponi    | 1–2                          | Sturm Graz        | 1–1      | 0–1      |
| Ekranas           | 1–3                          | BATE Bariszav     | 0–0      | 1–3      |
| Rangers           | 1–2                          | Malmö FF          | 0–1      | 1–1      |
| Nem bajnoki ág    |                              |                   |          |          |
| Standard de Liège | 1–2                          | FC Zürich         | 1–1      | 0–1      |
| Twente            | 2–0                          | FC Vaslui         | 2–0      | 0–0      |
| Benfica           | 3–1                          | Trabzonspor       | 2–0      | 1–1      |
| Dinamo Kijiv      | 1–4                          | Rubin Kazany      | 0–2      | 1–2      |
| Odense BK         | 5–4                          | Panathinaikósz    | 1–1      | 4–3      |

## Rájátszás
A rájátszás két ágból állt. A bajnoki ágon és a nem bajnoki ágon is egyaránt 10 csapat vett részt. A párosítások győztesei a csoportkörbe jutottak. A vesztes csapatok az Európa-liga csoportkörébe kerültek.
Bajnoki ág
| Kiemelt csapatok: - FC København (51,110) - BATE Bariszav (23,216) - Makkabi Haifa (21,400) - Dinamo Zagreb (20,224) - APÓEL (13,124) | Nem kiemelt csapatok: - Wisła Kraków (10,183) - Sturm Graz (8,640) - KRC Genk (8,400) - Viktoria Plzeň (5,170) - Malmö FF (2,825) |

Nem bajnoki ág
| Kiemelt csapatok: - Bayern München (118,887) - Arsenal (108,157) - Olympique Lyonnais (92,735) - Benfica (81,319) - Villarreal CF (75,465) | Nem kiemelt csapatok: - Twente (41,025) - Rubin Kazany (31,941) - Udinese Calcio (27,110) - FC Zürich (18,980) - Odense BK (18,610) |

Párosítások
A rájátszás sorsolását 2011. augusztus 10-én tartották. Az első mérkőzéseket augusztus 16-án és 17-én, a második mérkőzéseket augusztus 23-án és 24-én játszották.
| 1. csapat          | Össz.Tooltip Aggregate score | 2. csapat      | 1. mérk. | 2. mérk.   |
| ------------------ | ---------------------------- | -------------- | -------- | ---------- |
| Bajnoki ág         |                              |                |          |            |
| Wisła Kraków       | 2–3                          | APÓEL          | 1–0      | 1–3        |
| Makkabi Haifa      | 3–3 (t. 1–4)                 | KRC Genk       | 2–1      | 1–2 (h.u.) |
| Dinamo Zagreb      | 4–3                          | Malmö FF       | 4–1      | 0–2        |
| FC København       | 2–5                          | Viktoria Plzeň | 1–3      | 1–2        |
| BATE Bariszav      | 3–1                          | Sturm Graz     | 1–1      | 2–0        |
| Nem bajnoki ág     |                              |                |          |            |
| Odense BK          | 1–3                          | Villarreal CF  | 1–0      | 0–3        |
| Twente             | 3–5                          | Benfica        | 2–2      | 1–3        |
| Arsenal            | 3–1                          | Udinese Calcio | 1–0      | 2–1        |
| Bayern München     | 3–0                          | FC Zürich      | 2–0      | 1–0        |
| Olympique Lyonnais | 4–2                          | Rubin Kazany   | 3–1      | 1–1        |

## Csoportkör
A csoportkörben az alábbi 32 csapat vett részt:
- 22 csapat ebben a körben lépett be
- 10 győztes csapat a UEFA-bajnokok ligája rájátszásából (5 a bajnoki ágról, 5 a nem bajnoki ágról)

A sorsolás előtt a csapatokat négy kalapba sorolták be a 2011-es klub-együtthatóik sorrendjében.
A csoportkör sorsolását 2012. augusztus 30-án tartották Monacóban. Nyolc darab, egyaránt négycsapatos csoportot alakítottak ki. Azonos országból érkező csapatok nem kerülhettek azonos csoportba.
A csoportokban a csapatok körmérkőzéses, oda-visszavágós rendszerben mérkőztek meg egymással. A játéknapok: szeptember 13–14., szeptember 27–28., október 18–19., november 1–2., november 22–23., december 6–7.
A csoportok első két helyezettje az egyenes kieséses szakaszba jutott, a harmadik helyezettek a 2011–2012-es Európa-liga egyenes kieséses szakaszában folytatták, míg az utolsó helyezettek kiestek.
| 1. kalap - FC Barcelona (141,465)CV - Manchester United (151,157) - Chelsea (129,157) - Bayern München (118,887) - Arsenal (108,157) - Real Madrid (103,408) - FC Porto (100,319) - Internazionale (100,110) 2. kalap - AC Milan (94,110) - Olympique Lyonnais (92,735) - Sahtar Doneck (87,776) - Valencia CF (85,408) - Benfica (81,319) - Villarreal CF (75,465) - CSZKA Moszkva (73,941) - Olympique de Marseille (68,735) | 3. kalap - Zenyit (60,441) - Ajax (56,025) - Bayer Leverkusen (54,887) - Olimbiakósz (50,833) - Manchester City (47,157) - Lille OSC (40,735) - FC Basel (39,980) - BATE Bariszav (23,216) 4. kalap - Borussia Dortmund (22,887) - SSC Napoli (21,110) - Dinamo Zagreb (20,224) - APÓEL (13,124) - Trabzonspor (12,010) - KRC Genk (8,400) - Viktoria Plzeň (5,170) - Oțelul Galați (5,164) |

### A csoport
| Hely. | Csapat          | M | Gy | D | V | G+ | G– | Gk  | P  | Továbbjutás                                |  | BAY | NAP | MC  | VIL |
| ----- | --------------- | - | -- | - | - | -- | -- | --- | -- | ------------------------------------------ |  | --- | --- | --- | --- |
| 1.    | Bayern München  | 6 | 4  | 1 | 1 | 11 | 6  | +5  | 13 | Továbbjutott az egyenes kieséses szakaszba |  | —   | 3–2 | 2–0 | 3–1 |
| 2.    | SSC Napoli      | 6 | 3  | 2 | 1 | 10 | 6  | +4  | 11 | Továbbjutott az egyenes kieséses szakaszba |  | 1–1 | —   | 2–1 | 2–0 |
| 3.    | Manchester City | 6 | 3  | 1 | 2 | 9  | 6  | +3  | 10 | Átkerült az Európa-ligába                  |  | 2–0 | 1–1 | —   | 2–1 |
| 4.    | Villarreal CF   | 6 | 0  | 0 | 6 | 2  | 14 | −12 | 0  |                                            |  | 0–2 | 0–2 | 0–3 | —   |

### B csoport
| Hely. | Csapat         | M | Gy | D | V | G+ | G– | Gk | P  | Továbbjutás                                |  | INT | CSK | TRA | LIL |
| ----- | -------------- | - | -- | - | - | -- | -- | -- | -- | ------------------------------------------ |  | --- | --- | --- | --- |
| 1.    | Internazionale | 6 | 3  | 1 | 2 | 8  | 7  | +1 | 10 | Továbbjutott az egyenes kieséses szakaszba |  | —   | 1–2 | 0–1 | 2–1 |
| 2.    | CSZKA Moszkva  | 6 | 2  | 2 | 2 | 9  | 8  | +1 | 8  | Továbbjutott az egyenes kieséses szakaszba |  | 2–3 | —   | 3–0 | 0–2 |
| 3.    | Trabzonspor    | 6 | 1  | 4 | 1 | 3  | 5  | −2 | 7  | Átkerült az Európa-ligába                  |  | 1–1 | 0–0 | —   | 1–1 |
| 4.    | Lille OSC      | 6 | 1  | 3 | 2 | 6  | 6  | 0  | 6  |                                            |  | 0–1 | 2–2 | 0–0 | —   |

### C csoport
| Hely. | Csapat            | M | Gy | D | V | G+ | G– | Gk | P  | Továbbjutás                                |  | BEN | BAS | MU  | OG  |
| ----- | ----------------- | - | -- | - | - | -- | -- | -- | -- | ------------------------------------------ |  | --- | --- | --- | --- |
| 1.    | Benfica           | 6 | 3  | 3 | 0 | 8  | 4  | +4 | 12 | Továbbjutott az egyenes kieséses szakaszba |  | —   | 1–1 | 1–1 | 1–0 |
| 2.    | FC Basel          | 6 | 3  | 2 | 1 | 11 | 10 | +1 | 11 | Továbbjutott az egyenes kieséses szakaszba |  | 0–2 | —   | 2–1 | 2–1 |
| 3.    | Manchester United | 6 | 2  | 3 | 1 | 11 | 8  | +3 | 9  | Átkerült az Európa-ligába                  |  | 2–2 | 3–3 | —   | 2–0 |
| 4.    | Oțelul Galați     | 6 | 0  | 0 | 6 | 3  | 11 | −8 | 0  |                                            |  | 0–1 | 2–3 | 0–2 | —   |

### D csoport
| Hely. | Csapat             | M | Gy | D | V | G+ | G– | Gk  | P  | Továbbjutás                                |  | RM  | OL  | AJA | DZ  |
| ----- | ------------------ | - | -- | - | - | -- | -- | --- | -- | ------------------------------------------ |  | --- | --- | --- | --- |
| 1.    | Real Madrid        | 6 | 6  | 0 | 0 | 19 | 2  | +17 | 18 | Továbbjutott az egyenes kieséses szakaszba |  | —   | 4–0 | 3–0 | 6–2 |
| 2.    | Olympique Lyonnais | 6 | 2  | 2 | 2 | 9  | 7  | +2  | 8  | Továbbjutott az egyenes kieséses szakaszba |  | 0–2 | —   | 0–0 | 2–0 |
| 3.    | Ajax               | 6 | 2  | 2 | 2 | 6  | 6  | 0   | 8  | Átkerült az Európa-ligába                  |  | 0–3 | 0–0 | —   | 4–0 |
| 4.    | Dinamo Zagreb      | 6 | 0  | 0 | 6 | 3  | 22 | −19 | 0  |                                            |  | 0–1 | 1–7 | 0–2 | —   |

### E csoport
| Hely. | Csapat           | M | Gy | D | V | G+ | G– | Gk  | P  | Továbbjutás                                |  | CHE | LEV | VAL | GNK |
| ----- | ---------------- | - | -- | - | - | -- | -- | --- | -- | ------------------------------------------ |  | --- | --- | --- | --- |
| 1.    | Chelsea          | 6 | 3  | 2 | 1 | 13 | 4  | +9  | 11 | Továbbjutott az egyenes kieséses szakaszba |  | —   | 2–0 | 3–0 | 5–0 |
| 2.    | Bayer Leverkusen | 6 | 3  | 1 | 2 | 8  | 8  | 0   | 10 | Továbbjutott az egyenes kieséses szakaszba |  | 2–1 | —   | 2–1 | 2–0 |
| 3.    | Valencia CF      | 6 | 2  | 2 | 2 | 12 | 7  | +5  | 8  | Átkerült az Európa-ligába                  |  | 1–1 | 3–1 | —   | 7–0 |
| 4.    | KRC Genk         | 6 | 0  | 3 | 3 | 2  | 16 | −14 | 3  |                                            |  | 1–1 | 1–1 | 0–0 | —   |

### F csoport
| Hely. | Csapat                 | M | Gy | D | V | G+ | G– | Gk | P  | Továbbjutás                                |  | ARS | OM  | OLY | DOR |
| ----- | ---------------------- | - | -- | - | - | -- | -- | -- | -- | ------------------------------------------ |  | --- | --- | --- | --- |
| 1.    | Arsenal                | 6 | 3  | 2 | 1 | 7  | 6  | +1 | 11 | Továbbjutott az egyenes kieséses szakaszba |  | —   | 0–0 | 2–1 | 2–1 |
| 2.    | Olympique de Marseille | 6 | 3  | 1 | 2 | 7  | 4  | +3 | 10 | Továbbjutott az egyenes kieséses szakaszba |  | 0–1 | —   | 0–1 | 3–0 |
| 3.    | Olimbiakósz            | 6 | 3  | 0 | 3 | 8  | 6  | +2 | 9  | Átkerült az Európa-ligába                  |  | 3–1 | 0–1 | —   | 3–1 |
| 4.    | Borussia Dortmund      | 6 | 1  | 1 | 4 | 6  | 12 | −6 | 4  |                                            |  | 1–1 | 2–3 | 1–0 | —   |

### G csoport
| Hely. | Csapat        | M | Gy | D | V | G+ | G– | Gk | P | Továbbjutás                                |  | APO | ZEN | POR | SHA |
| ----- | ------------- | - | -- | - | - | -- | -- | -- | - | ------------------------------------------ |  | --- | --- | --- | --- |
| 1.    | APÓEL         | 6 | 2  | 3 | 1 | 6  | 6  | 0  | 9 | Továbbjutott az egyenes kieséses szakaszba |  | —   | 2–1 | 2–1 | 0–2 |
| 2.    | Zenyit        | 6 | 2  | 3 | 1 | 7  | 5  | +2 | 9 | Továbbjutott az egyenes kieséses szakaszba |  | 0–0 | —   | 3–1 | 1–0 |
| 3.    | FC Porto      | 6 | 2  | 2 | 2 | 7  | 7  | 0  | 8 | Átkerült az Európa-ligába                  |  | 1–1 | 0–0 | —   | 2–1 |
| 4.    | Sahtar Doneck | 6 | 1  | 2 | 3 | 6  | 8  | −2 | 5 |                                            |  | 1–1 | 2–2 | 0–2 | —   |

### H csoport
| Hely. | Csapat         | M | Gy | D | V | G+ | G– | Gk  | P  | Továbbjutás                                |  | BAR | MIL | PLZ | BAT |
| ----- | -------------- | - | -- | - | - | -- | -- | --- | -- | ------------------------------------------ |  | --- | --- | --- | --- |
| 1.    | FC Barcelona   | 6 | 5  | 1 | 0 | 20 | 4  | +16 | 16 | Továbbjutott az egyenes kieséses szakaszba |  | —   | 2–2 | 2–0 | 4–0 |
| 2.    | AC Milan       | 6 | 2  | 3 | 1 | 11 | 8  | +3  | 9  | Továbbjutott az egyenes kieséses szakaszba |  | 2–3 | —   | 2–0 | 2–0 |
| 3.    | Viktoria Plzeň | 6 | 1  | 2 | 3 | 4  | 11 | −7  | 5  | Átkerült az Európa-ligába                  |  | 0–4 | 2–2 | —   | 1–1 |
| 4.    | BATE Bariszav  | 6 | 0  | 2 | 4 | 2  | 14 | −12 | 2  |                                            |  | 0–5 | 1–1 | 0–1 | —   |

## Egyenes kieséses szakasz
Az egyenes kieséses szakaszban az a 16 csapat vett részt, amelyek a csoportkör során a saját csoportjuk első két helyének valamelyikén végeztek. A nyolcaddöntők sorsolásakor minden párosításnál egy csoportgyőztest (kiemeltek) egy másik csoport második helyezettjével (nem kiemeltek) párosítottak. A nyolcaddöntőben azonos nemzetű együttesek, illetve az azonos csoportból továbbjutó csapatok nem szerepelhettek egymás ellen. A negyeddöntőktől kezdődően nem volt kiemelés és más korlátozás sem.

### Nyolcaddöntők
A nyolcaddöntők sorsolását 2011. december 16-án tartották. Az első mérkőzéseket 2012. február 14-én, 15-én, 21-én és 22-én, a második mérkőzéseket március 6-án, 7-én, 13-án és 14-én játszották.
| 1. csapat              | Össz.Tooltip Aggregate score | 2. csapat      | 1. mérk. | 2. mérk.   |
| ---------------------- | ---------------------------- | -------------- | -------- | ---------- |
| Olympique Lyonnais     | 1–1 (t. 3–4)                 | APÓEL          | 1–0      | 0–1 (h.u.) |
| SSC Napoli             | 4–5                          | Chelsea        | 3–1      | 1–4 (h.u.) |
| AC Milan               | 4–3                          | Arsenal        | 4–0      | 0–3        |
| FC Basel               | 1–7                          | Bayern München | 1–0      | 0–7        |
| Bayer Leverkusen       | 2–10                         | FC Barcelona   | 1–3      | 1–7        |
| CSZKA Moszkva          | 2–5                          | Real Madrid    | 1–1      | 1–4        |
| Zenyit                 | 3–4                          | Benfica        | 3–2      | 0–2        |
| Olympique de Marseille | 2–2 (i.g.)                   | Internazionale | 1–0      | 1–2        |

### Negyeddöntők
A negyeddöntők, az elődöntők, illetve a döntő pályaválasztójának sorsolását 2012. március 16-án tartották. Az első mérkőzéseket 2012. március 27-én és 28-án, a második mérkőzéseket április 3-án és 4-én játszották.
| 1. csapat              | Össz.Tooltip Aggregate score | 2. csapat      | 1. mérk. | 2. mérk. |
| ---------------------- | ---------------------------- | -------------- | -------- | -------- |
| APÓEL                  | 2–8                          | Real Madrid    | 0–3      | 2–5      |
| Olympique de Marseille | 0–4                          | Bayern München | 0–2      | 0–2      |
| Benfica                | 1–3                          | Chelsea        | 0–1      | 1–2      |
| AC Milan               | 1–3                          | FC Barcelona   | 0–0      | 1–3      |

### Elődöntők
Az első mérkőzéseket 2012. április 17-én és 18-án, a második mérkőzéseket április 24-én és 25-én játszották.
| 1. csapat      | Össz.Tooltip Aggregate score | 2. csapat    | 1. mérk. | 2. mérk.   |
| -------------- | ---------------------------- | ------------ | -------- | ---------- |
| Bayern München | 3–3 (t. 3–1)                 | Real Madrid  | 2–1      | 1–2 (h.u.) |
| Chelsea        | 3–2                          | FC Barcelona | 1–0      | 2–2        |

### Döntő
A döntőt Münchenben az Allianz Arenában játszották.
| 2012. május 19. 20:45 |

| Bayern München                       | 1–1 (h. u.)                 | Chelsea                       |
| ------------------------------------ | --------------------------- | ----------------------------- |
| Müller 83'                           | (0–0, 1–1, 1–1) Jegyzőkönyv | Drogba 88'                    |
| Büntetőpárbaj                        |                             |                               |
| Lahm Gómez Neuer Olić Schweinsteiger | 3–4                         | Mata Luiz Lampard Cole Drogba |

| Allianz Arena, München Nézőszám: 62 500 Játékvezető: Pedro Proença (portugál) |

## Góllövőlista
Az alábbi lista az 5 vagy annál több gólt szerző játékosokat tartalmazza.
| Helyezés | Név                | Csapat                   | Gólok száma | Játszott percek száma |
| -------- | ------------------ | ------------------------ | ----------- | --------------------- |
| 1.       | Lionel Messi       | Barcelona                | 14          | 990'                  |
| 2.       | Mario Gómez        | Bayern München           | 12          | 1003'                 |
| 3.       | Cristiano Ronaldo  | Real Madrid              | 10          | 930'                  |
| 4.       | Karim Benzema      | Real Madrid              | 7           | 760'                  |
| 5.       | Didier Drogba      | Chelsea                  | 6           | 670'                  |
| 6.       | José Callejón      | Real Madrid              | 5           | 307'                  |
| 6.       | Roberto Soldado    | Valencia                 | 5           | 515'                  |
| 6.       | Bafétimbi Gomis    | Lyon                     | 5           | 530'                  |
| 6.       | Alexander Frei     | Basel                    | 5           | 611'                  |
| 6.       | Seydou Doumbia     | CSZKA Moszkva            | 5           | 611'                  |
| 6.       | Roman Sirokov      | Zenyit Szankt-Petyerburg | 5           | 658'                  |
| 6.       | Edinson Cavani     | Napoli                   | 5           | 701'                  |
| 6.       | Zlatan Ibrahimović | Milan                    | 5           | 720'                  |

## Érdekességek, statisztikák
- A csoportkörbe öt olyan csapat jutott be, mely korábban sosem szerepelt még a bajnokok ligájában: az olasz SSC Napoli, az angol Manchester City, a török Trabzonspor, a román Oţelul Galaţi és a cseh Viktoria Plzeň.[16]
- A horvát Dinamo Zagreb 12 év után jutott be ismét a csoportkörbe, de negatív rekorddal, 22 kapott góllal zárt. Az utolsó játéknapon hét gólt kaptak a francia Lyontól. Ezen a meccsen dőlt meg a leggyorsabb mesterhármas rekordja is. A francia válogatott Bafétimbi Gomis hét perc alatt szerzett három gólt, s ezzel Mike Newell tizenhat éve fennálló rekordját adta át a múltnak.[16][17]
- Az FC Barcelona viszont a hat csoportmeccsen 20 találatot jegyzett és ezzel a Manchester United 1998–1999-es rekordját állította be. Az angolok akkor csoportjukban a másodikok lettek.[17]
- A csoportkör küzdelmeit három együttes zárta nulla ponttal: a román Oţelul Galaţi, a horvát Dinamo Zagreb és a spanyol Villarreal CF. Utóbbi csapat a spanyol élvonaltól is búcsúzott a szezon végén.[17]
- Először jutott tovább a csoportkörből ciprusi csapat. Az APÓEL ezt követően a nyolcaddöntőben a francia Lyont is búcsúztatta, tizenegyespárbájt követően.[17]
- Ebben a szezonban négy magyar labdarúgó volt érdekelt a csoportkörben: a belga bajnok KRC Genk keretéből a kapus Köteles László és a középpályás Tőzsér Dániel, az orosz bajnok Zenyit középpályása Huszti Szabolcs és a görög bajnok Olimbiakósz kapusa Megyeri Balázs.
- Az argentin Lionel Messi több csúcsot is elért a szezon folyamán: a Bayer Leverkusen elleni hazai meccsen a Barcelona játékosa öt gólt lőtt, melyre a sorozat történetében korábban még senki sem volt képes.[18] Az argentin játékos lett a sorozat kiírásának gólkirálya 14 góllal. Erre a mennyiségre korábban csak José Altafini (AC Milan, 1962–1963) és Ruud van Nistelrooy (Manchester United, 2002–2003) volt képes. A holland csatár a BL csoportkörétől kezdődően csak 12 gólt ért el, kettőt még a selejtezőben szerzett, Messi azonban mind a 14-et a csoportkörtől kezdődően érte el.[19] Ezzel a gólkirályi címével egymás után negyedszer lett a legrangosabb európai labdarúgó sorozat legjobb góllövője, mely páratlan mind a BEK, mind a BL tekintetében. A korábbi rekordot az argentin mellett a német Gerd Müller és a francia Jean-Pierre Papin tartotta.[19]
- A BL sorozatban először a München játszott a döntőben házigazdaként.[20] A BEK-sorozatban 1957-ben a Real Madrid, 1965-ben pedig az Internazionale hazai pályán nyerte meg a BEK-et. 1984-ben az AS Roma azonban kikapott hazai közönség előtt.
- A Borussia Dortmund 1996–1997-es győzelmét követően került ismét új név a bajnoknak járó serlegre a Chelsea győzelmével. Ez volt a negyedik olyan müncheni döntő, mely után új győztest avattak: a Dortmundot és a Chelsea-t megelőzően a Marseille az 1992–1993-as szezonban, és az angol Nottingham Forest 1978–1979-ben ért el hasonló sikert.[17] A Chelsea emellett a huszonkettedik olyan labdarúgócsapat lett, mely elhódította a legrangosabb európai klubserleget. A legutóbbi két olyan BL döntőn, melyen tizenegyespárbaj döntött a győztes kilétéről a Chelsea volt az egyik résztvevő: a 2008-as döntőben a Manchester United ellen buktak el úgy, hogy vezettek a párbaj során (a harmadik körben Cristiano Ronaldo hibázott), míg ezúttal ők voltak hátrányban már az első kör után. Összességében tizedik alkalommal dőlt el így a kupa sorsa BEK/BL finálén. A Bayern München részéről ez volt a kilencedik döntő, ebből az ötödik, amelyet elbuktak. Ebből az ötből négyszer angolok győzték le őket, az egyetlen kivétel az 1987-ben volt, mert ekkor a portugál FC Porto nyert ellenük.[21] A Chelsea az első olyan európai focicsapat, mely abban az évben nyert a BL-ben, mely évben városa olimpiát rendezett. A Barcelona 1992-ben a BEK-et nyerte meg olimpiai városként.